# 阿拉伯语国家和地区列表

阿拉伯語爲官方語言的國家（法律上及實質上）
官方語言，且爲多數人使用（逾50%）
官方語言，但爲少數人使用（小於50%）
官方語言之一，且爲多數人使用
官方語言之一，但爲少數人使用
無賦予阿拉伯語官方語言

这是一个以阿拉伯语为官方语言的国家和地区的列表。

## 概述
阿拉伯语是23个被普遍承认的独立主权国家、实际尚未完全独立的巴勒斯坦国以及实际独立但未获广泛承认的阿拉伯撒哈拉民主共和国、索马里兰和邦特兰的官方语言，也是厄立特里亚事实上的官方语言之一，亦曾是许多如今已不存在的国家的官方语言。阿拉伯语是全世界第五大语言，它的通行伴随着中世纪阿拉伯帝国的扩张和伊斯兰教的传播，直到今天，它仍然是全世界穆斯林共同的宗教语言。以阿拉伯语为官方语言的国家绝大多数是阿拉伯国家联盟的成员国，它们又被称为阿拉伯国家，或在整体上被称为阿拉伯世界。
| 排序 | 主权国家     | 人口          | 备注                                              | 说阿拉伯语人口 | 说阿拉伯语人口百分比 | 阿拉伯国家联盟 成员国 |
| --- | ------------ | ------------- | ------------------------------------------------- | -------------- | -------------------- | --------------------- |
| 1. | 阿尔及利亚   | 41,701,000    | 作为共同官方语言之一， 和柏柏尔语共同作为官方语言 | 40,100,000     | 80.00                | 是                    |
| 2. | 巴林         | 1,343,000     | 官方语言                                          | 690,302        | 81.4                 | 是                    |
| 3. |              | 10,329,208    | 作为共同官方语言之一，和法语共同作为官方语言      | 1,320,000      | 1.82                 | 否（观察员）          |
| 4. |              | 798,000       | 作为共同官方语言之一， 以及科摩罗语和法语         |                |                      | 是                    |
| 5. |              | 810,179       | 作为共同官方语言之一， 和法语共同作为官方语言     | 97,900         | 1.32                 | 是                    |
| 6. | 埃及         | 88,483,795    | 官方语言                                          | 82,449,200     | 93.18                | 是                    |
| 7. | 伊拉克       | 36,004,552    | 作为共同官方语言之一，以及库尔德语                | 22,908,120     | 85.81                | 是                    |
| 8. | 约旦         | 6,655,000     | 官方语言                                          | 5,083,300      | 76.38                | 是                    |
| 9. | 科威特       | 2,789,000     | 官方语言                                          | 1,735,000      | 82.21                | 是                    |
| 10. | 黎巴嫩       | 4,965,914     | 官方语言                                          | 4,180,000      | 91.44                | 是                    |
| 11. | 利比亞       | 6,244,174     | 官方语言                                          | 4,526,000      | 72.09                | 是 a                  |
| 12. | 毛里塔尼亚   | 3,359,185     | 官方语言                                          | 3,140,000      | 88.78                | 是                    |
| 13. | 摩洛哥       | 35,250,000    | 作为共同官方语言之一， 和柏柏尔语共同作为官方语言 | 25,003,930     | 74.29                | 是                    |
| 14. | 阿曼         | 4,055,418     | 官方语言                                          | 2,518,816      | 88.6                 | 是                    |
| 15. |              | 2,155,446     | 官方语言                                          | 1,215,900      | 75.39                | 是                    |
| 16. | 沙烏地阿拉伯 | 30,770,375    | 官方语言                                          | 27,178,770     | 95.62                | 是                    |
| 17. |              | 10,428,043    | 作为共同官方语言之一， 和索马里语共同作为官方语言 | 3,788,000      | 31.26                | 是                    |
| 18. | 苏丹         | 40,235,000    | 作为共同官方语言之一， 和英语共同作为官方语言     | 28,164,500     | 70.00                | 是                    |
| 19. | 叙利亚       | 20,956,000    | 官方语言                                          | 17,951,639     | 91.71                | 是 b                  |
| 20. | 突尼西亞     | 10,982,754    | 官方语言                                          | 10,800,500     | 98.34                | 是                    |
| 21. | 阿联酋       | 9,346,129     | 官方语言                                          | 3,607,600      | 39.71                | 是                    |
| 22. | 葉門         | 23,833,000    | 官方语言                                          | 14,671,000     | 54.68                | 是 c                  |
| Σ 22 | Total        | Σ 391,495,000 | 阿拉伯语言国际理事会                              | Σ 300,000,000  | 92                   | 阿拉伯语              |
| a、利比亚内战后全国统一由民族团结政府代表。 b、叙利亚反对派与叙利亚阿拉伯共和国内战中。叙利亚反对派目前代表叙利亚在阿拉伯国家联盟席位， 2011年11月16日，叙利亚复兴党代表的阿拉伯叙利亚共和国席位暂停。 c、也门的席位由也门哈迪政府和胡塞运动最高革命委员会争议。 |              |               |                                                   |                |                      |                       |

## 按人口排列

### 被普遍承认的主权国家
| 排名 | 国家（阿拉伯语简称） | 国号全称（阿拉伯语）         | 人口       |
| ---- | -------------------- | ---------------------------- | ---------- |
| 1    | 埃及（）             | 阿拉伯埃及共和国（）         | 75,498,000 |
| 2    | 苏丹（）             | 苏丹共和国（）               | 38,560,000 |
| 3    | 阿尔及利亚（）       | 阿尔及利亚民主人民共和国（） | 33,858,000 |
| 4    | 摩洛哥（）           | 摩洛哥王国（）               | 31,224,000 |
| 5    | 伊拉克（）           | 伊拉克共和国（）             | 28,993,000 |
| 6    | 沙特阿拉伯（）       | 沙特阿拉伯王国（）           | 24,735,000 |
| 7    | 也门（）             | 也门共和国（）               | 22,389,000 |
| 8    | 叙利亚（或）         | 阿拉伯叙利亚共和国（）       | 19,929,000 |
| 9    | 乍得（）             | 乍得共和国（）               | 10,781,000 |
| 10   | 突尼斯（）           | 突尼斯共和国（）             | 10,327,000 |
| 11   | 索马里（）           | 索马里共和国（）             | 8,699,000  |
| 12   | 以色列（）           | 以色列国（）                 | 7,197,200  |
| 13   | 利比亚（）           | 利比亚国（）                 | 6,160,000  |
| 14   | 约旦（）             | 约旦哈希姆王国（）           | 5,924,000  |
| 15   | 厄立特里亚（）       | 厄立特里亚国（）             | 4,851,000  |
| 16   | 阿联酋（）           | 阿拉伯联合酋长国（）         | 4,380,000  |
| 17   | 黎巴嫩（）           | 黎巴嫩共和国（）             | 4,099,000  |
| 18   | 毛里塔尼亚（）       | 毛里塔尼亚伊斯兰共和国（）   | 3,124,000  |
| 19   | 科威特（）           | 科威特国（）                 | 2,851,000  |
| 20   | 阿曼（）             | 阿曼苏丹国（）               | 2,595,000  |
| 21   | 卡塔尔（）           | 卡塔尔国（）                 | 841,000    |
| 22   | 吉布提（）           | 吉布提共和国（）             | 833,000    |
| 23   | 巴林（）             | 巴林王国（）                 | 753,000    |
| 24   | 科摩罗（）           | 科摩罗联盟（）               | 682,000    |

### 其他国家和地区
| 排名 | 国家或地区（阿拉伯语简称） | 国号全称（阿拉伯语）       | 人口      |
| ---- | -------------------------- | -------------------------- | --------- |
| 1    | 巴勒斯坦（）               | 巴勒斯坦国（）             | 4,017,000 |
| 2    | 索马里兰（）               | 索马里兰共和国（）         | 3,500,000 |
| 3    | 邦特兰（）                 | 索马里邦特兰国（）         | 2,400,000 |
| 4    | 阿拉伯撒哈拉民主共和国（） | 阿拉伯撒哈拉民主共和国（） | 480,000   |
| 5    | 加勒穆杜格（）             | 加勒穆杜格（）             | 1,800,000 |
| 6    | 羅賈瓦（）                 | 敘利亞東北部自治行政區（） | 4,600,000 |

### 已不存在的国家政权（20世纪以来，按时间排序）
| 排序 | 国号全称（阿拉伯语）                 | 始终时间       |
| ---- | ------------------------------------ | -------------- |
| 1    | 葉門穆塔瓦基利亞王國（）             | 1918年－1958年 |
| 2    | 埃及王國（）                         | 1922年－1953年 |
| 3    | 伊拉克王國（）                       | 1932年－1958年 |
| 4    | 利比亞王國（）                       | 1951年－1969年 |
| 5    | 突尼斯王国（）                       | 1956年－1957年 |
| 6    | 阿拉伯聯合共和國（）                 | 1958年－1961年 |
| 7    | 阿拉伯聯邦共和國（）                 | 1958年－1958年 |
| 8    | 阿拉伯葉門共和國（）                 | 1962年－1990年 |
| 9    | 葉門民主人民共和國（）               | 1967年－1990年 |
| 10   | 阿拉伯联邦（）                       | 1972年－1977年 |
| 11   | 也门民主共和国（）                   | 1994年－1994年 |
| 12   | 索马里西南国（）                     | 2002年－2006年 |
| 13   | 伊斯兰法院联盟（）                   | 2006年－2006年 |
| 14   | 大阿拉伯利比亚人民社会主义民众国（） | 1977年－2011年 |
| 15   | 阿拉伯叙利亚共和国（）               | 1963年－2024年 |

### 附：国际组织
有多个国际组织以阿拉伯语作为官方语言，其中较重要的有：
- 联合国[25]
- 阿拉伯国家联盟
- 非洲联盟[26]
- 伊斯兰会议组织
- 海湾阿拉伯国家合作委员会
- 阿拉伯马格里布联盟

## 阿拉伯語爲工作語言/國語/受承受少數族裔語言的國家
截至2016年，全球共有7個獨立國家以阿拉伯語爲工作語言、國家或受承認少數族裔語言。見下表：
|     | 國家     | 人口          | 語言地位     | 所屬大洲                     |
| --- | -------- | ------------- | ------------ | ---------------------------- |
| 1.  | 賽普勒斯 | 875,900       | 少數族裔語言 | 亞洲 (地理上)；歐洲 (政治上) |
| 2.  |          | 6,380,803     | 工作語言     | 非洲                         |
| 3.  | 伊朗     | 83,145,546    | 少數族裔語言 | 亞洲                         |
| 4.  |          | 19,973,000    | 國語         | 非洲                         |
| 5.  | 尼日尔   | 22,314,743    | 國語         | 非洲                         |
| 6.  | 塞内加尔 | 16,209,125    | 國語         | 非洲                         |
| 7.  | 土耳其   | 82,003,882    | 少數族裔語言 | 亞洲、歐洲                   |
| Σ 7 | 共計     | Σ 230,027,000 |              |                              |

### 塞浦路斯
自2008年起，塞浦路斯阿拉伯語及亞美尼亞語受當地政府承認爲少數族裔語言。阿拉伯語爲該國的少數民族——馬龍尼人所使用，主要分佈在尼科西亞、利馬索及拉納卡等城市。首都尼科西亞有一所學校教授塞浦路斯阿拉伯語。

### 厄立特里亞
厄立特里亞已經不再設立官方語言，但卻設立工作語言，分別爲提格雷尼亞語、阿拉伯語和英語。該國同時亦爲阿拉伯聯盟的觀察成員國。

### 伊朗
阿拉伯語是伊朗的受承認少數族裔語言。除此之外，伊朗憲法規定阿拉伯語爲伊斯蘭教用語，具有正式的宗教語言地位，並且伊朗的國家教學綱要亦包含阿拉伯語。1979年伊朗伊斯蘭革命之後，阿拉伯語成爲伊朗學校的必修課，從六年級開始，一直到十一年級。
伊朗本土少數族裔所使用的阿拉伯語爲美索不達米亞阿拉伯語（主要分別在伊拉克），主要分佈在胡齊斯坦省和呼羅珊省。
伊朗國內有數個阿拉伯語電視節目頻道，同時 Kayhan Al Arabi 是伊朗唯一一份阿拉伯語出版報紙。
2008年，伊朗的帕雅玛努尔大学宣佈，阿拉伯語將成爲該校的第二語言，校內所有部門將同時提供阿拉伯語及波斯語服務。

### 馬利
阿拉伯語是馬利的國語之一，主要爲該國遊牧的摩爾人所使用，該民族使用的阿拉伯語分支爲馬格里布阿拉伯語。

### 尼日爾
阿拉伯語是尼日爾的國語之一，主要分佈在迪法大區。

### 塞內加爾
阿拉伯語是塞內加爾的國語之一。

### 土耳其
阿拉伯語是受土耳其政府承認的少數族裔語言之一。
歷史上的土耳其地區很長一段時間使用阿拉伯語作爲官方語言（661年-750年的伍麥亞王朝和750年-1258年的阿拔斯王朝）。
2010年4月起，土耳其廣播電視公司開始推出全天候24小時的阿拉伯語電視臺。
根據1923年的洛桑條約，土耳其本土內的阿拉伯基督徒有權繼續在學校教授阿拉伯語。但由於國內的其他穆斯林並沒有被賦予此權，故爲避免引發爭端，土耳其的阿拉伯人最終選擇暫不使用此獨特語言權。
2015年，土耳其教育局決定2016-2017學年間，土耳其學校將從小學階段起提供選修阿拉伯語課程。根據教學大綱，二至三年級爲強化聽力及口語階段，四至五年級則開始學習寫作。

## 阿拉伯語擁有憲法特殊地位的國家
直至2018年，全球共有四個獨立國家的憲法賦予阿拉伯語特殊地位。見下表：
|     | 國家     | 人口          | 官方語言       | 其他受承認語言 | 所屬大洲 |
| --- | -------- | ------------- | -------------- | -------------- | -------- |
| 1.  | 伊朗     | 83,145,546    | 波斯語         | 阿拉伯語       | 亞洲     |
| 2.  | 以色列   | 9,149,960     | 希伯來語       | 阿拉伯語       | 亞洲     |
| 3.  | 巴基斯坦 | 218,396,000   | 烏爾都語、英語 | 阿拉伯語       | 亞洲     |
| 4.  | 菲律賓   | 100,981,437   | 菲律賓語、英語 | 阿拉伯語       | 亞洲     |
| Σ 4 | 共計     | Σ 411,672,943 |                |                |          |

### 伊朗
伊朗憲法規定阿拉伯語爲伊斯蘭教用語，具有正式的宗教語言地位，並且伊朗的國家教學綱要亦包含阿拉伯語。伊朗憲法第16條（官方語言、文字、曆法及國旗）寫明：“由於可蘭經的語言爲阿拉伯語，且伊斯蘭的教義亦使用阿拉伯語，故規定至中學階段起，全國所有學生必須學習阿拉伯語。”

### 以色列
阿拉伯語是巴勒斯坦託管地的官方語言，以色列在1948年成立後亦繼續維持阿拉伯語的官方語言地位。但《猶太民族國家法》（以色列的基本法之一）第四條 (B) 規定：“阿拉伯語擁有國家特殊地位；各國家機構根據法律規定使用阿拉伯語。”隨後第四條 (C) 又寫明：該法並不動搖阿拉伯語在該法實施前就在本國享有的地位。”該法於2018年7月19日以62票贊成，55票反對及2票棄權，爲以色列議會所通過。
阿拉伯語是以色列的本土語言，爲國內阿拉伯裔以色列人以及其他國籍阿拉伯人（尤其是巴勒斯坦的國民）的通用語。同時阿拉伯語亦是其他來自阿拉伯地區的猶太人所使用。
在以色列國內某些阿拉伯人佔多數的城市，市政官方蓋章內容包含了阿拉伯語。
以色列國內絕大多數的公路標誌、官方網站都會有阿拉伯語版本。同時在阿拉伯人佔多數的城市，市政公共建築內亦會使用阿拉伯語。在其他當地人口構成有不少阿拉伯人的城市，例如耶路撒冷、特拉維夫、海法等，阿拉伯語具有半官方語言地位。

### 巴基斯坦
歷史上的巴基斯坦地區，阿拉伯語曾擁有官方語言地位（661年-750年的伍麥亞王朝）。
根據1956年巴基斯坦憲法規定，烏爾都語（又稱印度斯坦語，是其時北印度及巴基斯坦的通用語之一）以及孟加拉語（隨後孟加拉國脫離巴基斯坦獨立建國）是國家的國語。巴基斯坦的第二任總統阿尤布·汗曾提議將阿拉伯語納入國家教學體系中。阿尤布·汗的教學計劃強調烏爾都語及英語爲國家主要語言，但同時亦推薦作爲第二語言教授英語及阿拉伯語。
巴基斯坦憲法第31條，第2節規定：“爲尊重國家的穆斯林，同時確保《可蘭經》及伊斯蘭教學享有強制性，國家需鼓勵及促進阿拉伯語教學”。
巴基斯坦國內擁有少數阿拉伯人。另外，不少巴基斯坦人由於外出務工（以海灣國家爲主，當中沙地阿拉伯有250萬巴基斯坦人，阿聯酋有150萬，卡塔爾有65萬，科威特有43萬，阿曼有30萬，巴林有18萬），因此亦能能夠講阿拉伯語。
根據2017年國家教育政策，第3.7.4條規定：“爲保證學生能夠理解《古蘭經》，從中學階段起，阿拉伯語需爲伊斯蘭教學中的必修課。”隨後在第3.7.6條又規定：“在中學階段內，學校需提供阿拉伯語文學及語法選修課程，以確保學生能夠掌握該語言。”該法在私立學校同樣適用，因爲第3.7.12條規定“爲確保社會的團結，所有在公立學校實行的伊斯蘭、阿拉伯語及道德教育，同樣需要在私立學校執行。”

### 菲律賓
1987年菲律賓憲法規定：“（國家）需在自願及可選的原則上，鼓勵推廣西班牙語及阿拉伯語。”
現今菲律賓地區在歷史上曾出現過一些蘇丹國。阿拉伯語及馬來語曾是馬來群島的通用語及貴族語言。
菲律賓南部棉蘭老島的一些伊斯蘭中心會提供免費的阿拉伯語教學。

## 按地域分布

### 阿拉伯国家联盟成员
| 国旗 | 国徽 | 国家                     | 备注说明                                | 地图 | 阿拉伯地域   |
| ---- | ---- | ------------------------ | --------------------------------------- | ---- | ------------ |
|      |      | 沙特阿拉伯王国           | 沙烏地阿拉伯                            |      | 阿拉比亚     |
|      |      | 阿拉伯联合酋长国         | 阿联酋（包括 沙迦 ）                    |      | 阿拉比亚     |
|      |      | 巴林王国                 | 巴林                                    |      | 阿拉比亚     |
|      |      | 卡塔尔国                 |                                         |      | 阿拉比亚     |
|      |      | 阿曼苏丹国               | 阿曼                                    |      | 阿拉比亚     |
|      |      | 也门共和国               | 葉門                                    |      | 阿拉比亚     |
|      |      | 巴勒斯坦国               | 巴勒斯坦 · （包括 加沙地带 约旦河西岸） |      | 沙姆         |
|      |      | 约旦哈希姆王国           | 约旦                                    |      | 沙姆         |
|      |      | 阿拉伯叙利亚共和国       | 叙利亚                                  |      | 沙姆         |
|      |      | 黎巴嫩共和国             | 黎巴嫩                                  |      | 沙姆         |
|      |      | 科威特国                 | 科威特                                  |      | 美索不达米亚 |
|      |      | 伊拉克共和国             | 伊拉克 · （包括 伊拉克库尔德斯坦）      |      | 美索不达米亚 |
|      |      | 摩洛哥王国               | 摩洛哥（包括西撒哈拉）                  |      | 马格里布     |
|      |      | 毛里塔尼亚伊斯兰共和国   | 毛里塔尼亚                              |      | 马格里布     |
|      |      | 阿尔及利亚民主人民共和国 | 阿尔及利亚                              |      | 马格里布     |
|      |      | 突尼斯共和国             | 突尼西亞                                |      | 马格里布     |
|      |      | 利比亚国                 | 利比亞                                  |      | 马格里布     |
|      |      | 阿拉伯埃及共和国         | 埃及                                    |      | 尼罗河谷     |
|      |      | 苏丹共和国               | 苏丹                                    |      | 尼罗河谷     |
|      |      | 索马里联邦共和国         | · （包括索马里兰 邦特蘭）               |      | 非洲之角     |
|      |      | 吉布提共和国             |                                         |      | 非洲之角     |
|      |      | 科摩罗联盟               |                                         |      | 科摩罗群岛   |

### 其他
| 国旗 | 国徽 | 采用时间 | 用途                       | 备注说明 | 地图 |
| ---- | ---- | -------- | -------------------------- | -------- | ---- |
|      |      | 1976年   | 阿拉伯撒哈拉民主共和国国旗 | 西撒哈拉 |      |
|      |      | 1996年   | 索马里兰共和国国旗         | 索馬利蘭 |      |
|      |      | 1991年   | 厄立特里亚国国旗           |          |      |
|      |      | 1959年   | 乍得共和国国旗             |          |      |
|      |      | 2009年   | 邦特兰国国旗               | 邦特蘭   |      |
|      |      | 1948年   | 以色列国国旗               | 以色列   |      |